# Peter Schram
Peter Nicolaj Schram, född den 5 september 1819, död den 1 juli 1895, var en dansk sångare (basbaryton). 
Debuten ägde rum 1831 och han var verksam till 1894. Han anses som en av Danmarks bästa sångare under 1800-talet. Han har även gjort världens äldsta bevarade Mozartinspelningar 1889 som innehåller två sånger från första akten i Don Juan som Leporello. De utgör exempel på non-legato, appoggiaturor och ornament.

## Diskografi
- Den siste sångarfursten = The last singing despot. Caprice CAP 21586 (4 cd). 1998. - Innehåll:  Ur: Don Giovanni, akt 1 (Mozart): Sjælden Penge = Notte gi ; Listearian = Madamina. Inspelade 1889 på fonografcylinder och överförda 1936 till grammofonskiva.